# Uropodio
Gli uropodi sono due appendici simmetriche, del VI segmento addominale dei Malacostraca (Crustacea). Possono anche essere ridotti, ma nella loro forma tipica si presentano come lamine appiattite e ben sviluppate che si dispongono ai lati del telson.
La forma e la disposizione degli uropodi e del telson, tipicamente a ventaglio, formano una pinna caudale che i Malacostraci usano nella caratteristica propulsione all'indietro.